# کودتای مونیخ

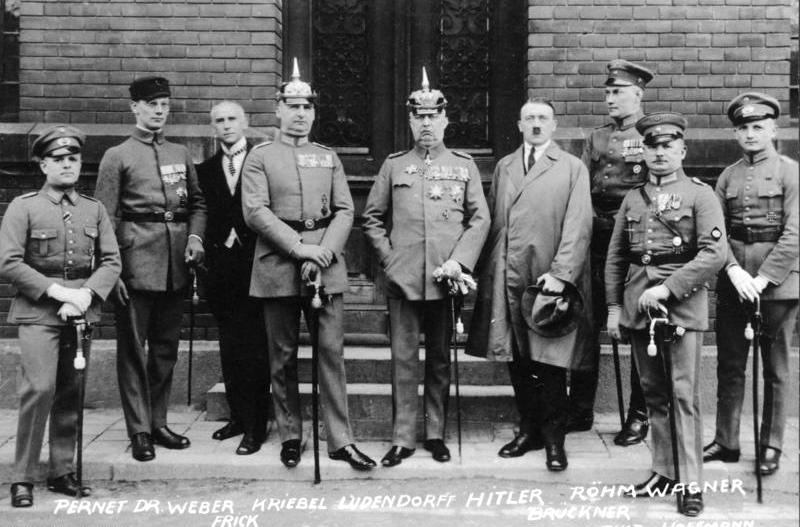
اعضای شرکت‌کننده در کودتای مونیخ

کودتای مونیخ یا کودتای آبجوفروشی (به انگلیسی: Beer Hall Putsch) یک کودتای نافرجام بود که در تاریخ ۹ نوامبر ۱۹۲۳ توسط آدولف هیتلر و اریش لودندورف طراحی شد. این کودتا شکست خورد و برخی از اعضای بلندپایه حزب نازی در جریان آن دستگیر شدند. این کودتا آغاز قدرت‌گیری آدولف هیتلر بود و این آغاز مسیر دستیابی آدولف هیتلر به قدرت و تشکیل آلمان نازی بود.

## تاریخچه و هدف
سالن‌های آبجوفروشی در قرن بیستم در آلمان محل تجمع بسیاری از مردم بود. این سالن‌ها جزء معدود جاهایی بود که مردم آزادانه با هم بحث می‌کردند. قدرت و اعتبار در آلمان پس از جنگ جهانی اول بسیار ضعیف بود. بسیاری از مردم در آن دوره با آدولف هیتلر هم عقیده بودند که آلمانی‌ها به صورت نظامی شکست نخورده‌اند بلکه توسط سرمایه‌داران یهودی و مارکسیست به آن‌ها خیانت شده است. هیتلر در این دوره، به عضویت حزب کارگران آلمان درآمده بود. این حزب سپس به نام حزب ملی سوسیالیست کارگران آلمان تغییر نام داد.
یکی از طرح‌های هیتلر که در حزب تازه تأسیس، به اجرا درآمد گردآوری ۱۵٬۰۰۰ نفر از نیروهای حزب جهت انجام گردهمایی و تبلیغات برای حزب بود. در این دوره ایالت باواریا دچار هرج و مرج شد و مسئولان این ایالت وضع فوق‌العاده اعلام کردند. اما با این حال، هیتلر اعلام کرد که گردهمایی آن‌ها در تاریخ ۲۷ سپتامبر ۱۹۲۳ تشکیل خواهد شد و گفت به اعلام وضع فوق‌العاده اهمیتی نمی‌دهد. این کار هیتلر باعث شد، حزب رقیب که حزب کمونیست بود نیز وضع فوق‌العاده را نادیده بگیرد و این روند به هرج و مرج‌های بیشتر در این ایالت دامن زد.

### هدف
هیتلر و دیگر اعضای بلندپایه حزب نازی تصمیم گرفتند که از شهر مونیخ برای تشکیل و راه‌اندازی یک راهپیمایی عظیم بر ضد جمهوری وایمار استفاده کنند اما هیتلر اعضای اس آ را نیز به راهپیمایی فراخواند و در مقابل بیش از ۳۰۰۰ نفر سخنرانی کرد. پس از سخنرانی، نیروهای اس آ نیز در مقابل سالن آبجوفروشی قرار گرفتند و هیتلر در حضور اعضای حزب فریاد زد که جمهوری وایمار شکست خورده است و جنبش ناسیونال سوسیالیسم پیروز شده است.
در این هنگام، نیروهای ارتش و نیروهای امنیتی ایالت باواریا برای مقابله با افراد جمع شده در سالن آبجوفروشی وارد عمل شدند و به کسی اجازه خروج از سالن آبجوفروشی را ندادند، برخی اعضا از در آشپزخانه فرار کردند ولی عده‌ای همچنان در آبجوفروشی ماندند و دستگیر شدند. در این هنگام، یک درگیری نیز بین نیروهای امنیتی و هوادارن حزب نازی رخ داد. این درگیری به کشته شدن ۱۹ نفر از هواداران حزب نازی و ۴ نفر از نیروهای امنیتی انجامید، همچنین بیش از ۳۱۰۰ نفر زخمی شدند.

## دستگیری و محاکمه
دو روز پس از این کودتای نافرجام، هیتلر به جرم توطئه علیه حکومت، بازداشت و محکوم شد. هرمان گورینگ، ارنست روهم و رودلف هس نیز به اتریش فرار کردند. دفتر مرکزی حزب نازی و همچنین روزنامه این حزب توقیف شدند. هیتلر تعهد داد که دیگر عملی بر ضد حکومت انجام ندهد، اعمال نژادپرستانه خود را تکرار نکند و در چهارچوب قانون رفتار کند.